# سیرا
سیرا روستایی از توابع بخش آسارا شهرستان کرج در استان البرز ایران است. مردم روستای سیرا  (مانند دیگر روستاهای بخش آسارا) به زبان تاتی سخن می‌گویند.

## جمعیت
این روستا در شهر آسارا قرار دارد و براساس سرشماری مرکز آمار ایران در سال ۱۳۸۵، جمعیت آن ۲۹۶ نفر (۷۸خانوار) بوده‌است.